# ダニエル・チェスター・フレンチ
ダニエル・チェスター・フレンチ（Daniel Chester French、1850年4月20日 - 1931年10月7日）はアメリカ合衆国の彫刻家である。ワシントンD.C.のリンカーン記念堂のエイブラハム・リンカーンの座像のデザイナーである。

## 略歴
ニューハンプシャー州のエクセターで生まれた。父親は法律家、判事でアメリカ合衆国財務省の副長官を務めた人物である。1867年に家族とマサチューセッツ州のコンコードに移り、哲学者のラルフ・ウォルドー・エマーソンや小説家のルイーザ・メイ・オルコットが住む家の近くに住みことになり、彼らから影響を受けた。オルコット家の末娘で画家になった妹のメイ・オルコット(Abigail May Alcott Nieriker: 1840–1879)の影響を受けて、フレンチは美術の道に進んだ。

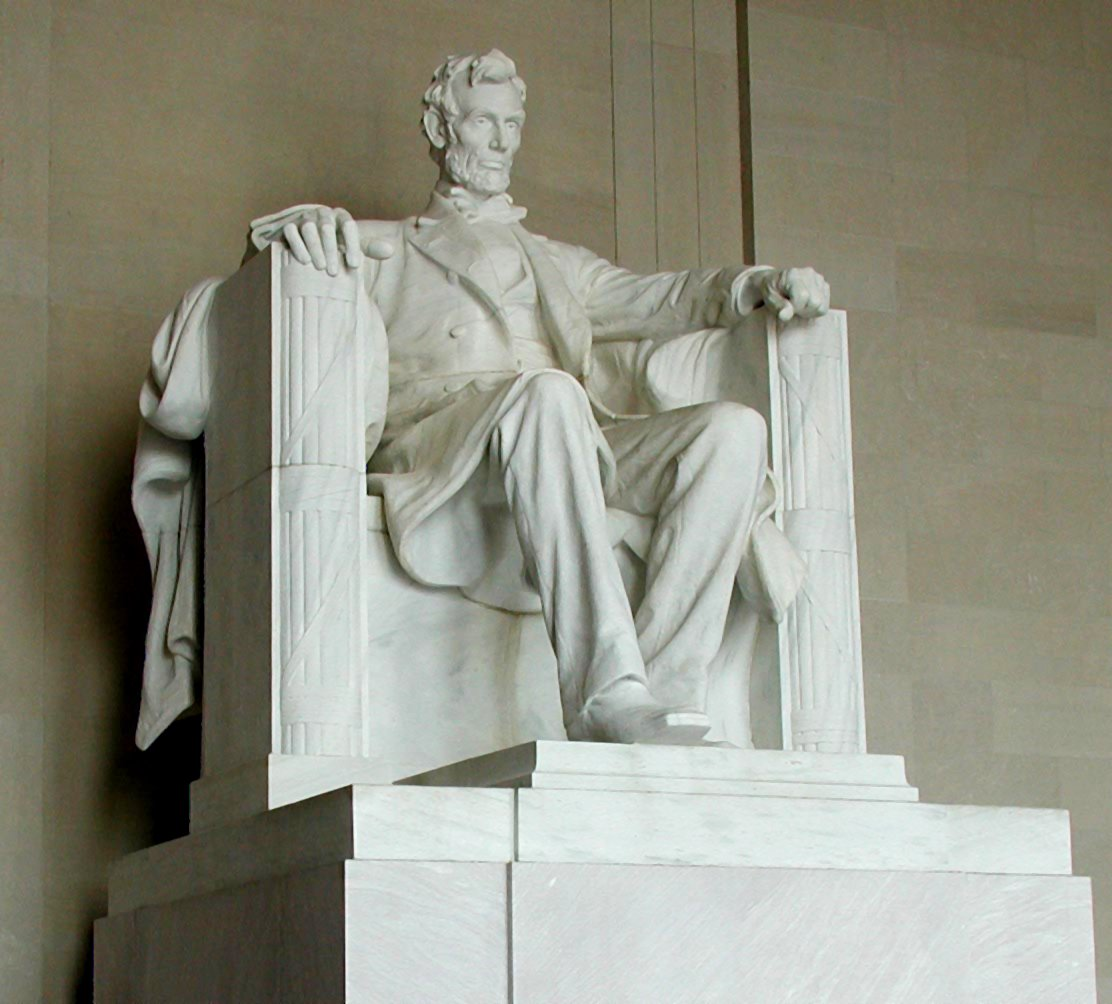
リンカーン記念堂のリンカーン像

画家のリマー（William Rimmer:1816–1879)やウィリアム・モリス・ハントに学んだ。マサチューセッツ工科大学で1年間過ごした後、数年間、イタリアに渡りフィレンツェで、マサチューセッツ出身の彫刻家、トマス・ボール(Thomas Ball)の工房で指導を受けた。
独立戦争のレキシントン・コンコードの戦いから100年になるのを記念して、コンコード市から依頼を受けて民兵(The Minute Man)の記念像を製作し、この作品は1875年に除幕式が開かれた。ワシントンDCにスタジオを開き、その後ボストン、ニューヨークに移って制作を行った。
1893年のシカゴ万国博覧会のために製作した作品「Statue of the Republic」で彫刻家としての評価が高まり、多くの記念碑を製作した。
1893年に全米彫刻協会(National Sculpture Society)の創設会員となり、1913年にアメリカ芸術科学アカデミーのフェローに選ばれた。1901年にナショナル・アカデミー・オブ・デザインの会員になった。米国芸術文学アカデミー(American Academy of Arts and Letters)の会員やローマのアカデミア・ディ・サン・ルカの会員にも選ばれ、フランス政府からレジオンドヌール勲章（シュヴァリエ）を受勲した。

## 作品

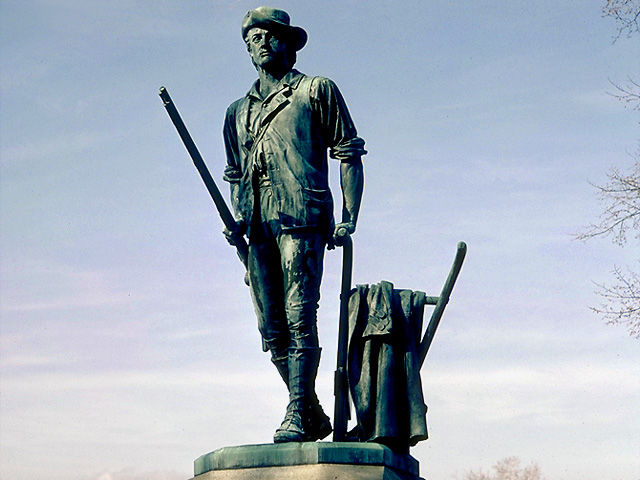
The Minute Man
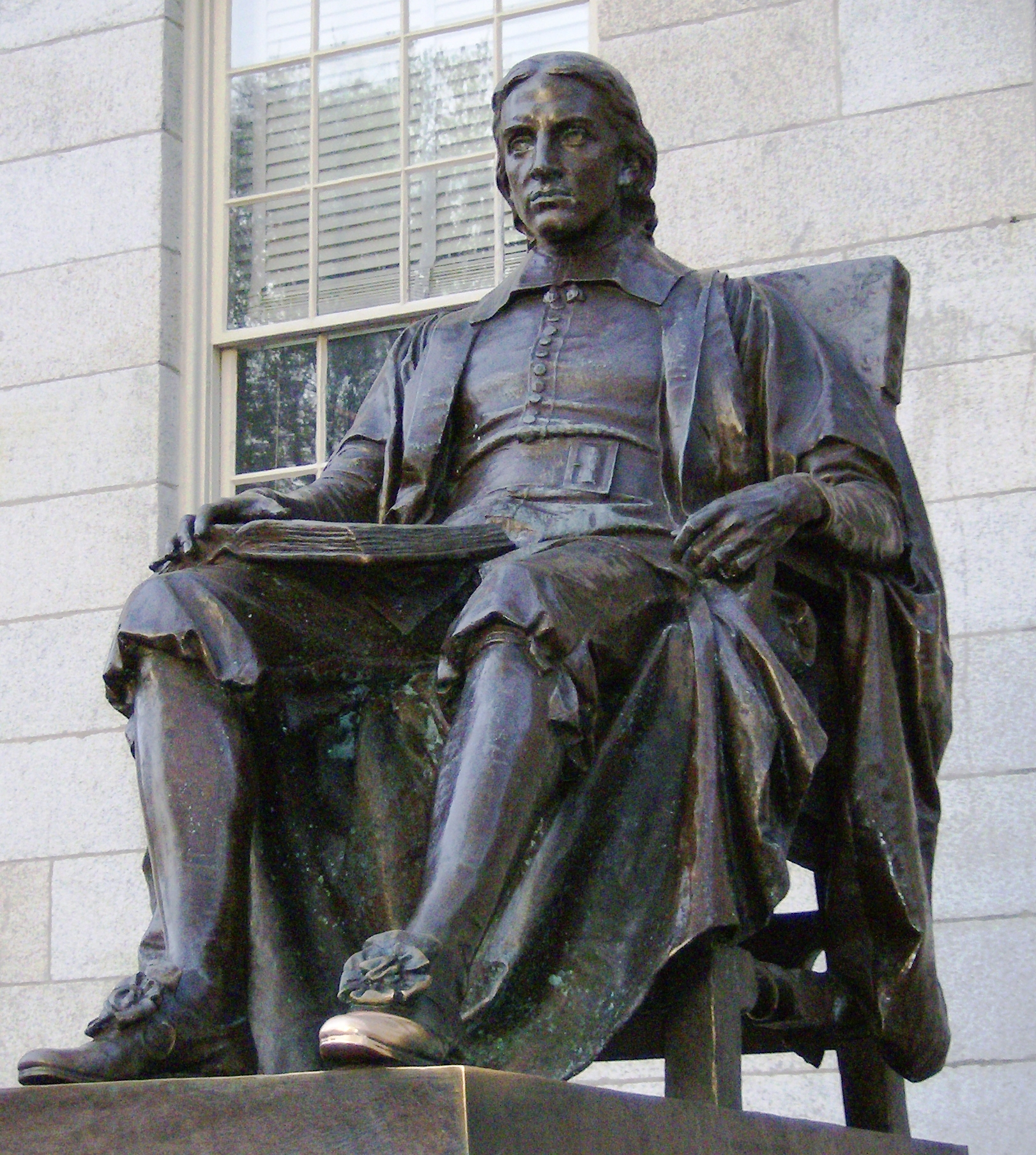
ジョン・ハーバード-大学設立者
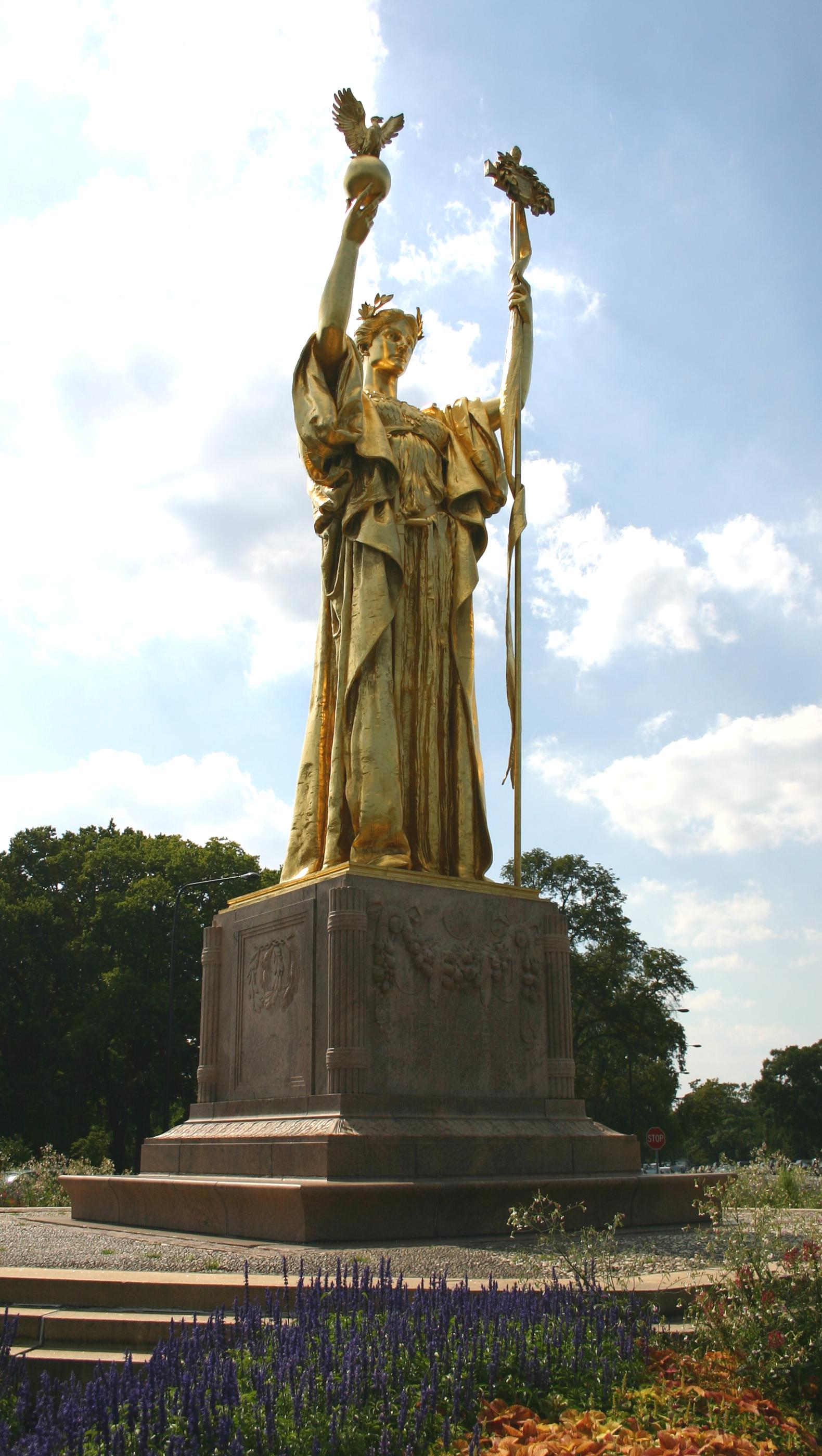
"The Republic"
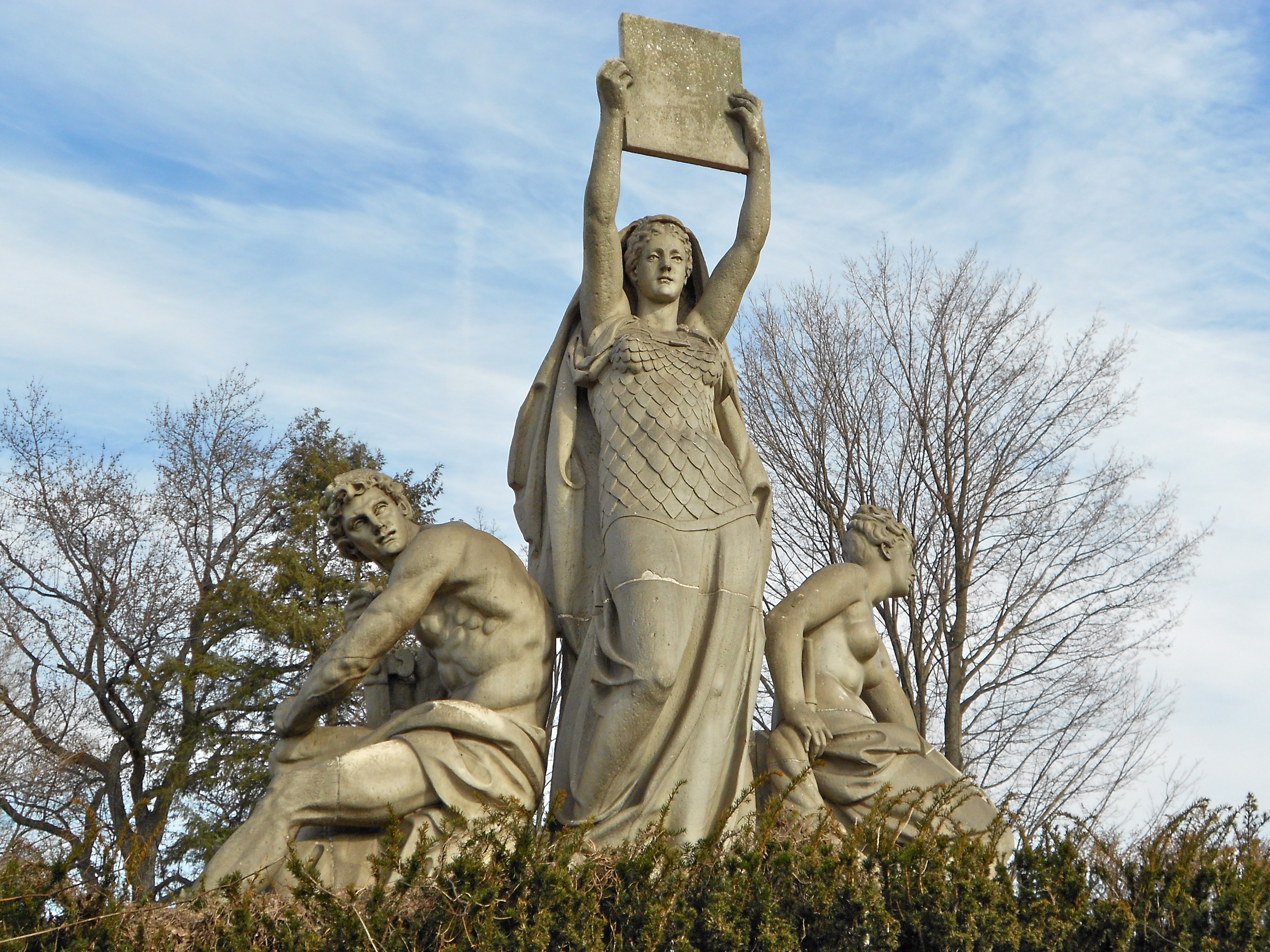
Law, Prosperity, and Power